# Instituto Catalán de Paleontología Miquel Crusafont
El Instituto Catalán de Paleontología Miquel Crusafont (en catalán: Institut Català de Paleontologia Miquel Crusafont) es una institución científica de Sabadell, Cataluña, fundada en 1969 por el paleontólogo sabadellense Miquel Crusafont. La institución se especializa en la paleontología de animales vertebrados. Inicialmente se llamaba Instituto Provincial de Paleontología, y dependía de la Diputación de Barcelona.
Tradicionalmente, la institución se ha basado en una ideología doble, dando importancia sobre todo a la investigación y a la educación. En cuanto a la investigación, el Instituto se dedica principalmente al estudio de los vertebrados prehistóricos, la evolución de los primates, y el desarrollo de la geología y fauna durante el Neógeno. 
Por otra parte, el Instituto juega un papel importante en la educación por medio del museo que posee en Sabadell, la ciudad natal de Miquel Crusafont. Dicho museo posee la colección de fósiles más importante de toda España. La mayoría de los fósiles conservados son de mamíferos prehistóricos hallados en diferentes puntos de la geografía catalana, aunque también destacan las réplicas de un esqueleto de Triceratops y de un cráneo de Tyrannosaurus. Se ofrecen visitas guiadas para grupos escolares y se cede material educativo.
Finalmente, el Instituto también ofrece posibilidades de formación, ya que imparte cursos de posgrado y doctorado en paleontología.

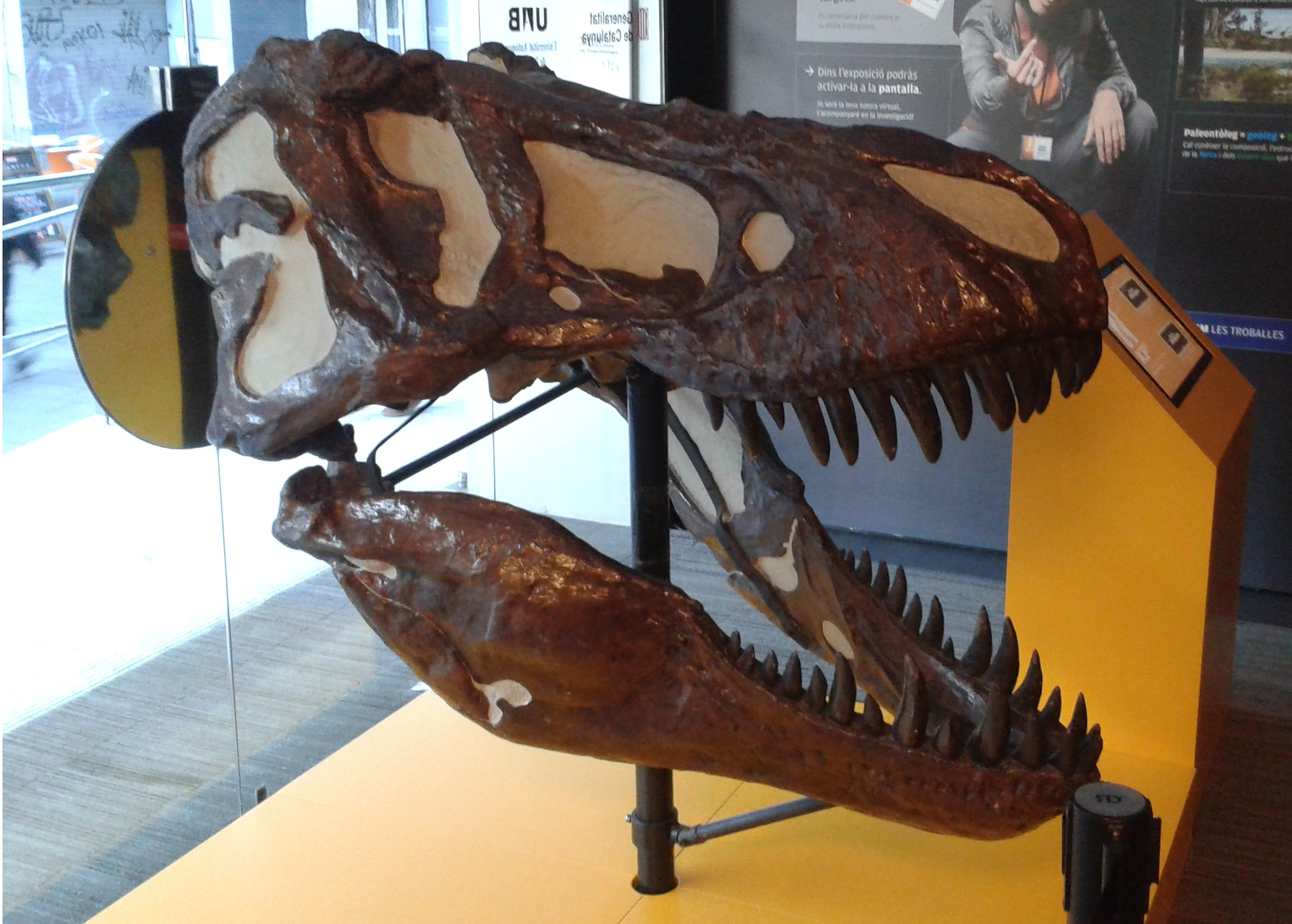
Réplica del cráneo de un tiranosaurio expuesta en el museo.